# Instituto Bernal Díaz del Castillo
El Instituto Bernal Díaz del Castillo es una casa de estudios mexicana, que ofrece carreras de licenciatura, bachillerato, nivel medio superior (secundaria), primaria y kinder de educación básica.

## Historia
El IBDC se inició el año de 1993 y se conformó en el régimen de sociedad civil con el propósito de dar impulso intelectual a la región de la mixteca, oaxaqueña. Esta casa de estudios fue creada para ofrecer a los jóvenes una educación superior ante la carencia económica familiar. 
En sus orígenes el Instituto dio solo clases de Bachillerato, posteriormente se incorporó al IEEEPO con lo que se abrió el sistema de preescolar, primaria, secundaria. Un poco después se abrió la primera Licenciatura en Derecho, que está incorporada a la UNAM.

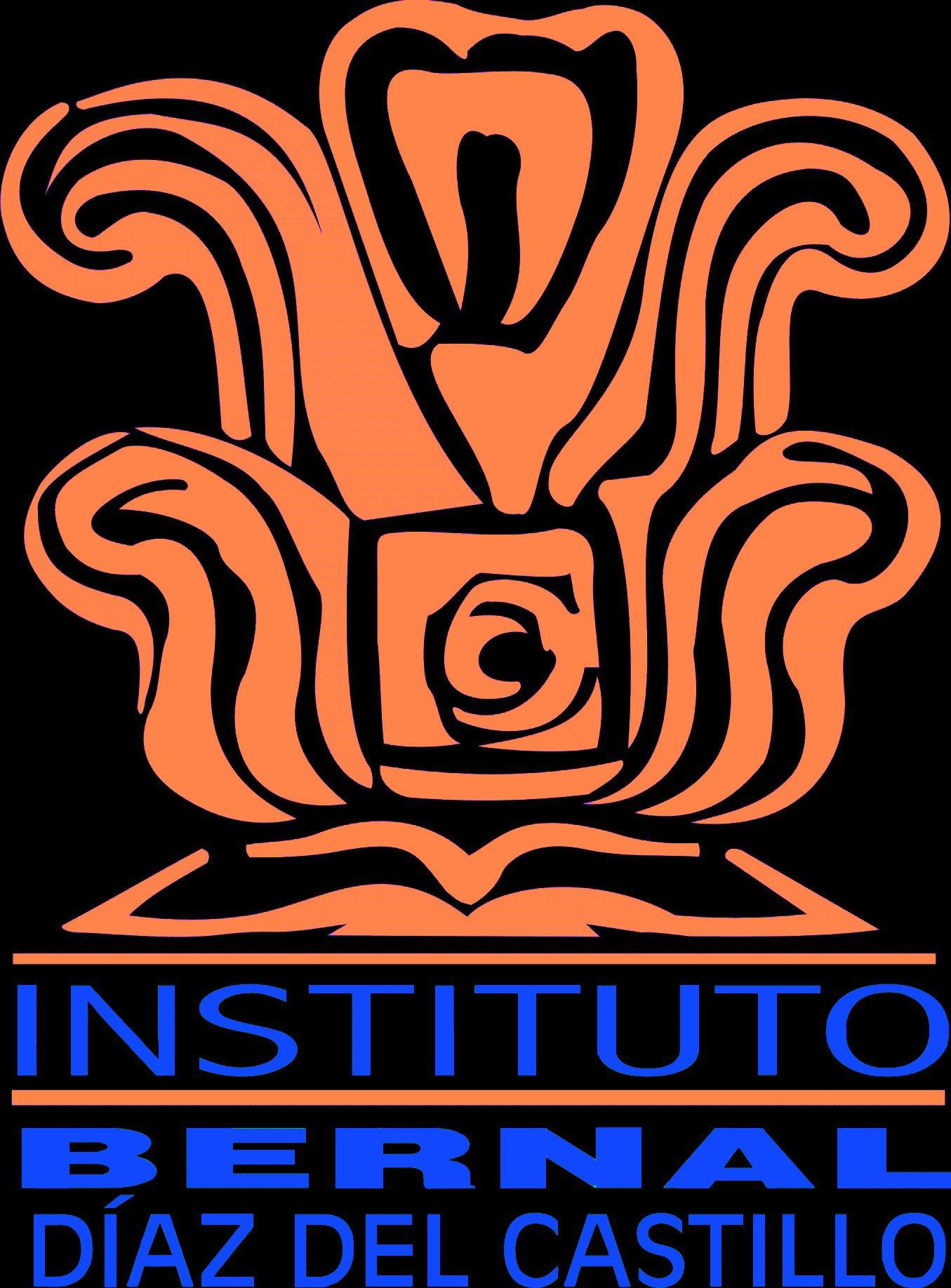
Escudo
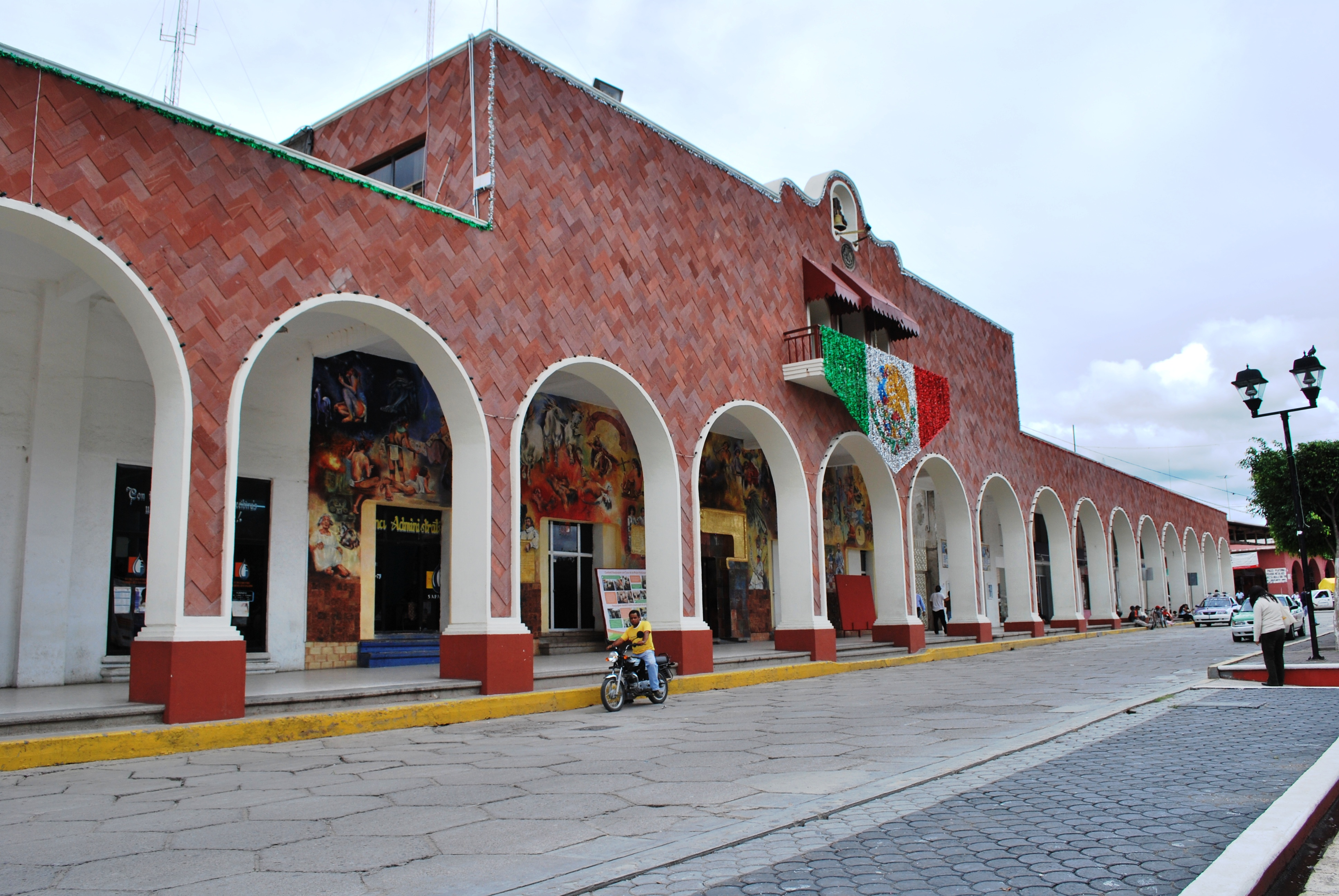
Huajuapan de León
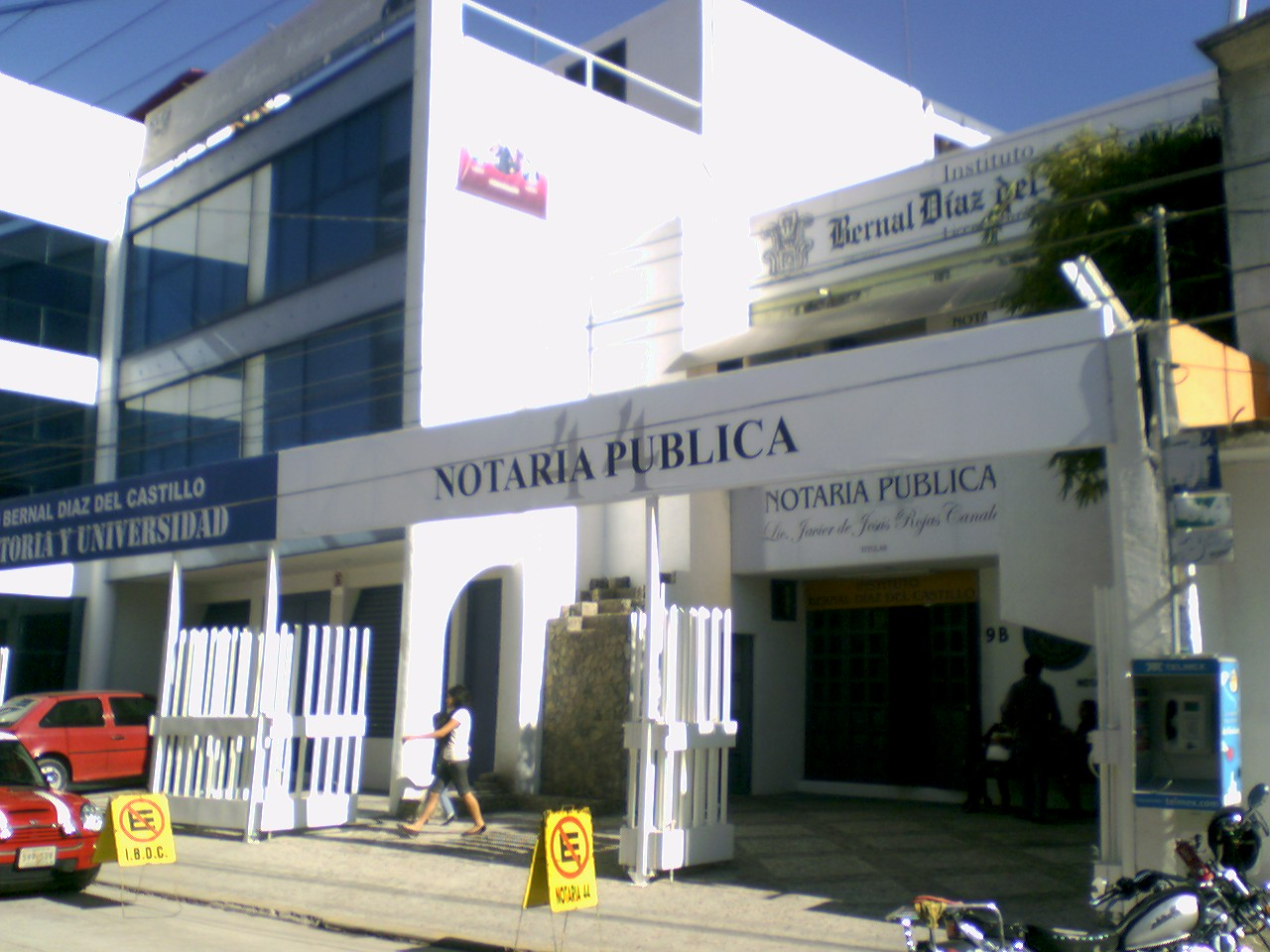
Instalaciones
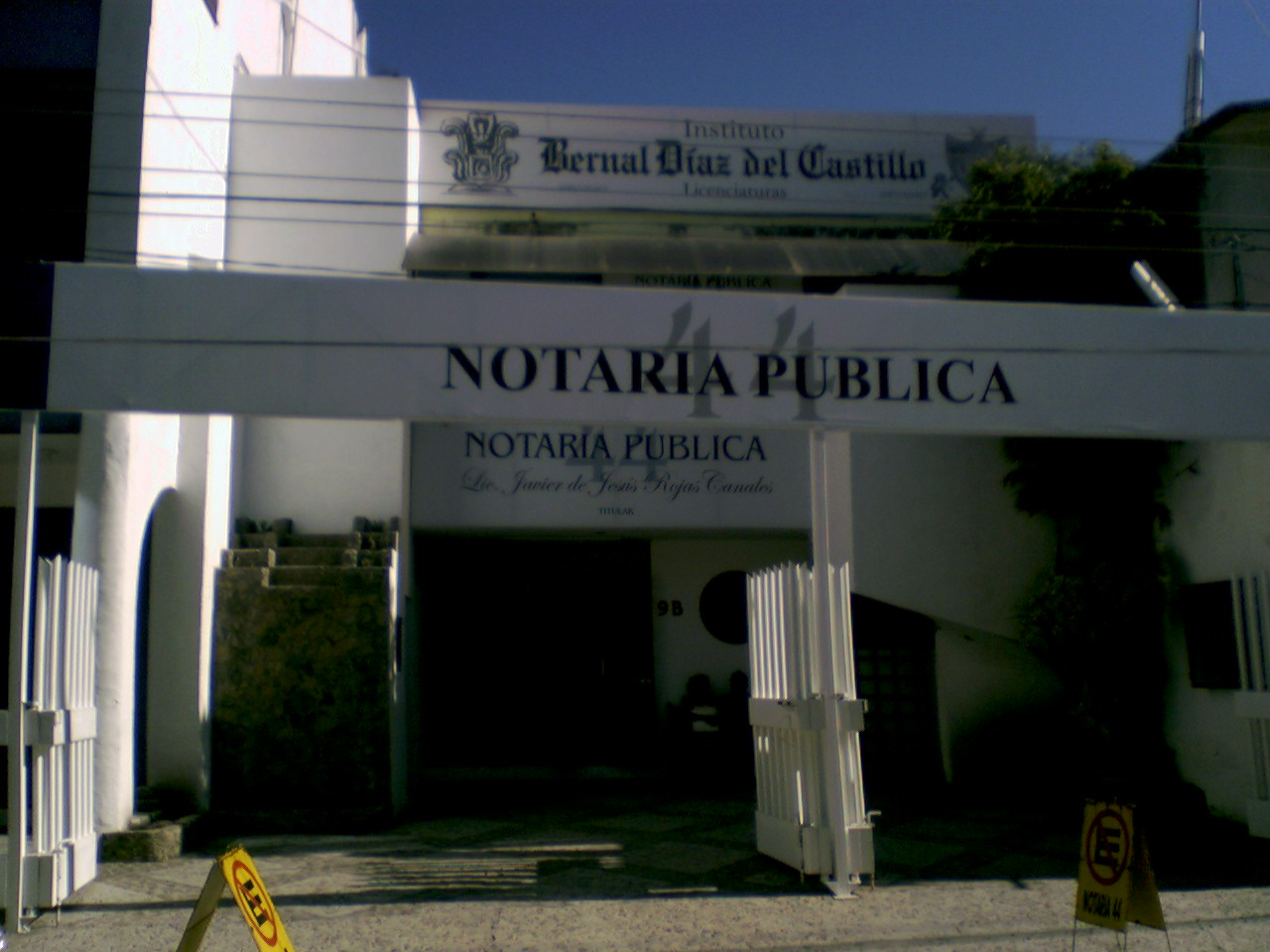
Fachada
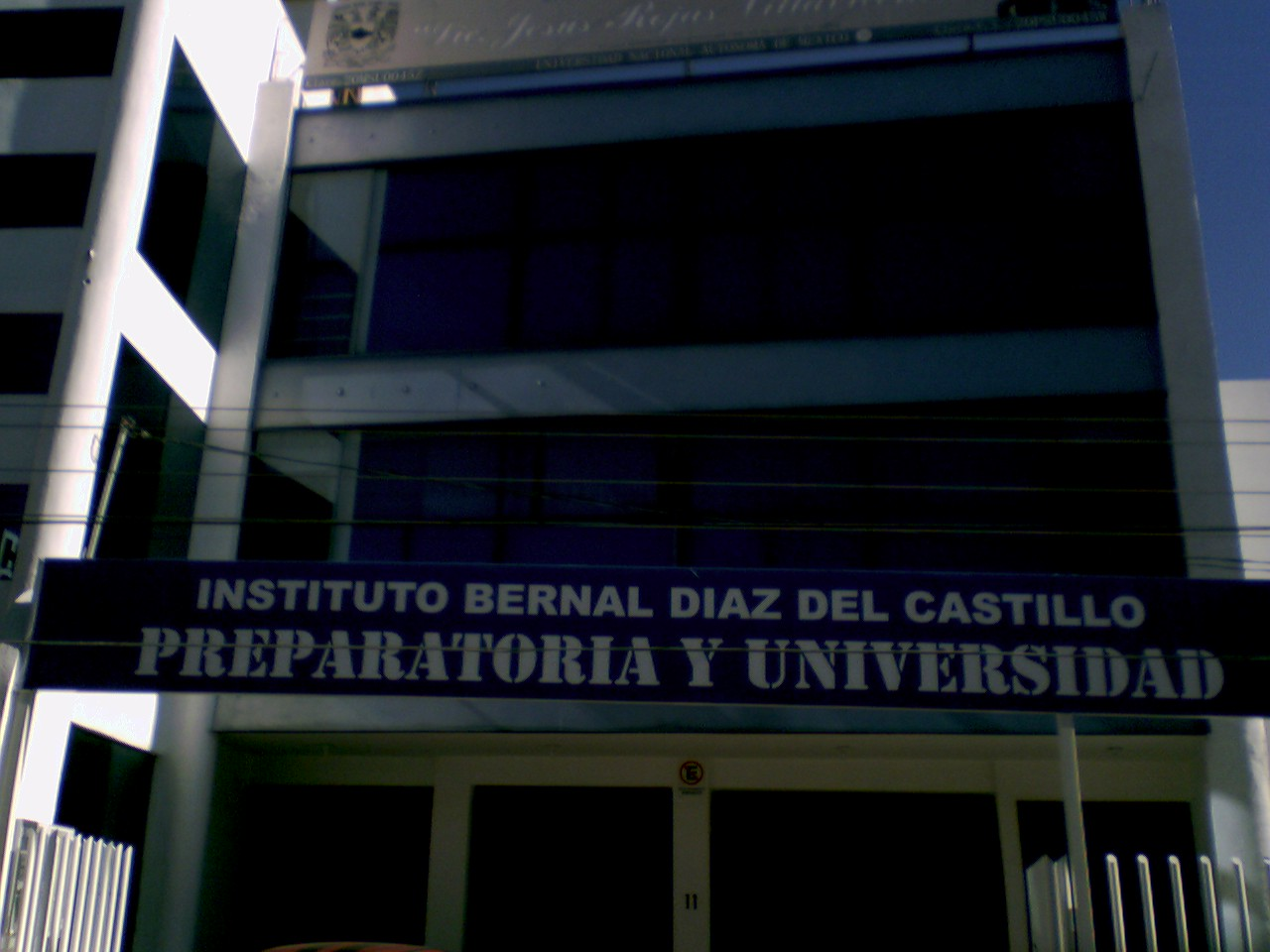
Edificio
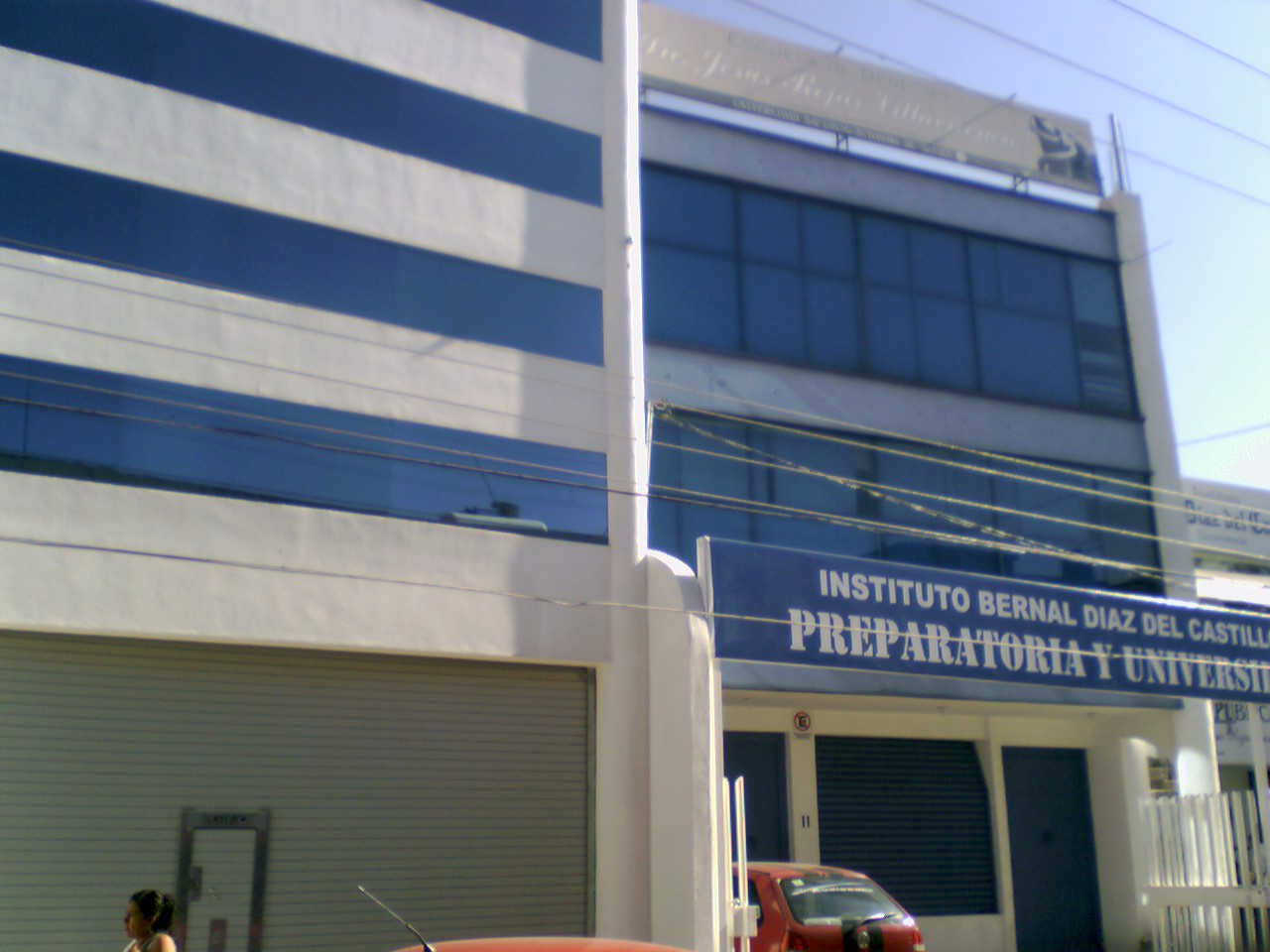
Universidad

## Oferta educativa
El IBDC ofrece carreras a nivel superior licenciatura, un bachillerato (preparatoria), una secundaria (medio superior), una primaria y un kinder de educación básica.

### Preparatoria
El instituto Bernal Díaz del Castillo cuenta dentro de su plan con el bachillerato escolarizado. Se puede ingresar a este terminando tus estudios básicos y posteriormente quedarse en el mismo ambiente para poder realizar estudios medios o superiores.

### Carreras a nivel licenciatura
Las carreras que ofrece el IBDC son: Derecho, Contaduría Pública, Mercadotecnia, Administración de Empresas, Pedagogía, Criminología y Criminalística, Psicología, y Arquitectura.

## Organización
La estructura del IBDC se conforma de:
- Director general
- Director de control escolar
- Subdirector del bachillerato
- Subdirector de secundaria
- Subdirector de primaria
- Subdirector de preescolar
- Coordinadores académicos
- Coordinador general del área de educación superior
- Jefes de carreras
- Personal docente
- Personal administrativo
- Personal de intendencia